# Iglesia de San Carlos Borromeo (Detroit)
La iglesia de San Carlos Borromeo es una iglesia ubicada en la esquina de las avenidas Baldwin y St. Paul en Detroit, la ciudad más grande del estado de Míchigan (Estados Unidos). La dirección de la iglesia es 1515 Baldwin Street; Los edificios auxiliares están ubicados en 1491 Baldwin Street (Rectoría) y 1480 Townsend Street (Edificio escolar). El complejo fue incluido en el Registro Nacional de Lugares Históricos en 1989. 

## Historia
A fines de la década de 1850, los católicos belgas emigraron a Detroit y se establecieron en los vecindarios del lado este cerca de Gratiot y Baldwin. En 1886, se estableció una parroquia dedicada a San Carlos Borromeo para dirigir esta congregación. Se construyó una iglesia con estructura de madera para la parroquia y se expandió rápidamente. A medida que Detroit creció, la parroquia creció junto con ella, con feligreses inmigrantes franceses, alemanes, irlandeses, escoceses e ingleses, además de los belgas originales. Para 1920, la congregación contaba con más de 3000 miembros. En la década de 1930, la población de la escuela también incluía a muchos hijos católicos de inmigrantes sirios e italianos.
En 1912, Van Leyen & Schilling diseñó y construyó la rectoría y la escuela de dos pisos. En 1918, Peter Dederichs se adjudicó un contrato para construir un "edificio de estilo románico para uso religioso". Solo cuatro años después de que se completó la iglesia, se expandió para satisfacer las necesidades de la creciente congregación.
La iglesia todavía se usa hoy, aunque la congregación ha cambiado. La rectoría cumple su función original y la escuela ha sido remodelada como condominios.

## Descripción
El complejo parroquial de San Carlos Borromeo constaba de cuatro edificios, tres de los cuales son de importancia histórica: la iglesia en sí, la rectoría y la escuela.
La iglesia está construida con ladrillos tapiz de color marrón rojizo sobre una base de piedra Bedford blanca, con molduras de la misma piedra. La iglesia está construida en un plano de cruz latina, de 92 pies de ancho y 180 pies de profundidad. El diseño es neorrománicocon elementos de Arts and Crafts La fachada frontal está flanqueada por torres asimétricas con techos a cuatro aguas de tejas rojas. La entrada está dentro de una estructura arqueada de dos pisos con columnas a cada lado, encima de la cual hay un gran rosetón. Los rosetones están en las enjutas sobre los arcos de entrada, y los azulejos verdes llenan las enjutas y frontones de las fachadas frontales y laterales. Las pilastras de ladrillo decorativas alrededor del arco central se derivan de los modelos Prairie School o Arts and Crafts.
El altar mayor es de estilo neobarroco. El órgano se construyó en dos secciones para despejar el rosetón sobre la entrada principal.
La escuela y la rectoría fueron diseñadas al estilo Prairie School con algunos elementos neobizantinos.